# Estación Luxardo
Estación Luxardo es una localidad argentina en el departamento San Justo de la provincia de Córdoba. Se encuentra sobre la ruta provincial 1, 10 km al este de plaza Luxardo, de la cual depende administrativamente.
En 2012 se anunció un acuerdo entre las provincias de Córdoba y Santa Fe para un gasoducto que pasará entre otras localidades por Estación Luxardo. Cuenta con un circuito de moto-cross.

## Población
Cuenta con 105 habitantes (Indec, 2010), lo que representa un descenso del 2% frente a los 107 habitantes (Indec, 2001) del censo anterior.
| Gráfica de evolución demográfica de Estación Luxardo entre 1991 y 2010 |
|                                                                        |
| Fuente: Censos nacionales del INDEC                                    |